# مايرون لورانس
مايرون لورانس (بالإنجليزية: Myron Lawrence)‏ هو محامي وسياسي أمريكي، ولد في 18 مايو 1799 في ميدلبوري في الولايات المتحدة، وتوفي في 7 نوفمبر 1852 في الولايات المتحدة. انتخب عضو مجلس نواب ماساتشوستس.